# Troels Brun Folmann
Troels Brun Folmann (født 10. januar 1974 i København) er en dansk komponist af musik til computerspil, specielt kendt for sit arbejde på Lara Croft Tomb Raider: Legend og Lara Croft Tomb Raider: Anniversary. Han fungerede som supervisor på seriens ottende spil, Tomb Raider: Underworld, foruden at komponere spillets hovedtema.
Folmann har også lavet trailermusik til blandt andet 10,000 BC, Spiderman 3 og X-Men 3. I november 2008 lancerede han Tonehammer.com.